# Berceuse élégiaque
Berceuse élégiaque, Op. 42 (BV 252a), è un'opera orchestrale composta da Ferruccio Busoni nel 1909.

## Storia
Scritto originariamente per pianoforte solo, da aggiungere come settimo pezzo nella sua raccolta Elegies del 1907, Busoni lo adattò per orchestra più tardi nello stesso anno. Questa versione orchestrale era sottotitolata "Des Mannes Wiegenlied am Sarge seiner Mutter" ("La ninna nanna di un uomo sulla bara di sua madre"). La prima rappresentazione di Berceuse élégiaque fu a New York il 21 febbraio 1911 e fu diretta da Gustav Mahler.
Dedica: In memoriam Anna Busoni, n. Weiss, m. 3.Oct.MCMIX

## Incisioni
- Schoenberg Ensemble conducted Reinbert de Leeuw, 1993, Koch Schwann, Mahler arranged Schoenberg and Busoni.
- Piano version Ferrucio Busoni, Michele Campanella, Elegien (Nr 7. Berceuse) Indianisches Tagebuch, 1980, reissued by Warner 1991.